# Petřvaldský buk
Petřvaldský buk (buk  lesní – Fagus  sylvatica) byl památný strom v katastrálním území Petřvald  v okrese Karviná.

## Galerie

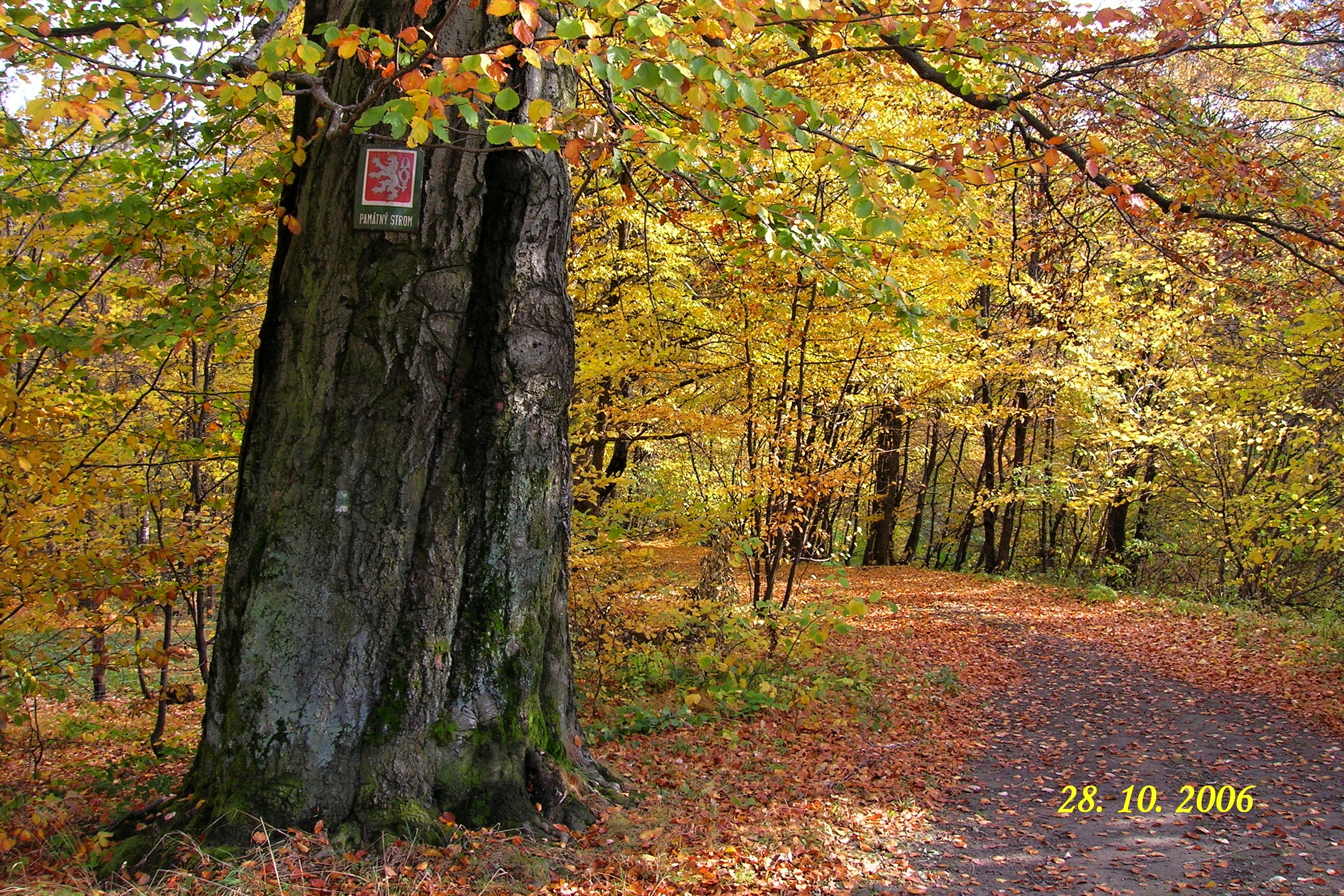
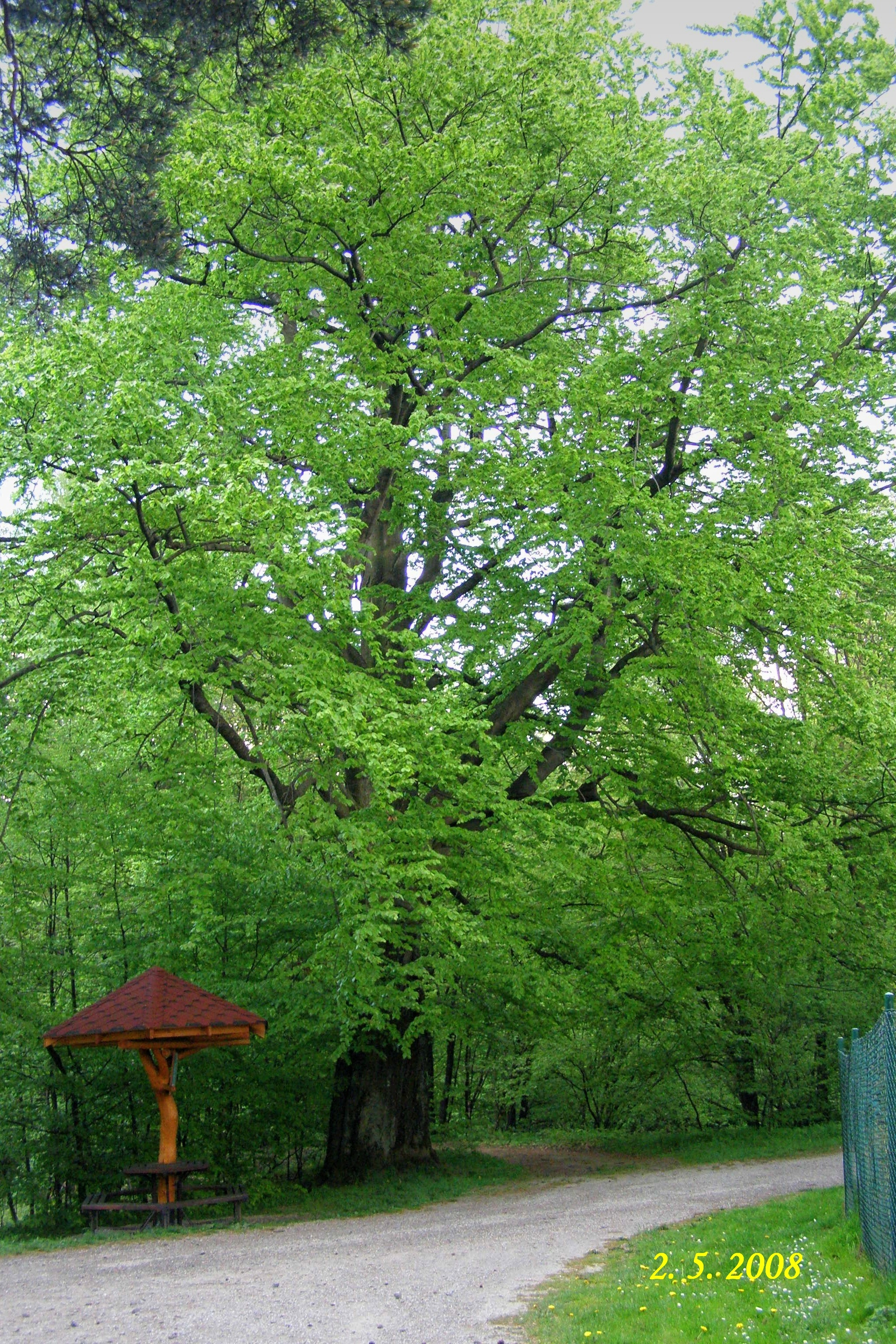
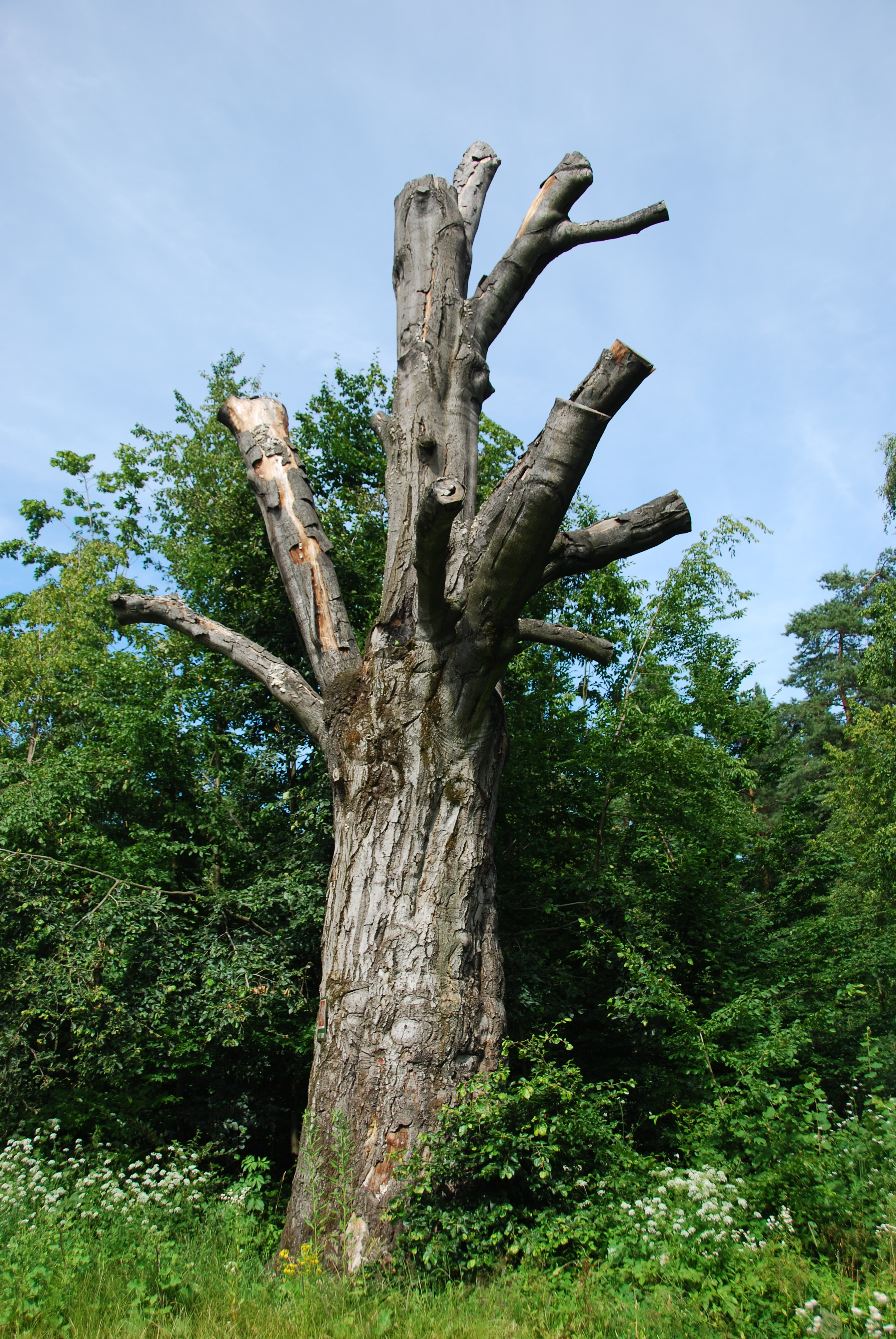
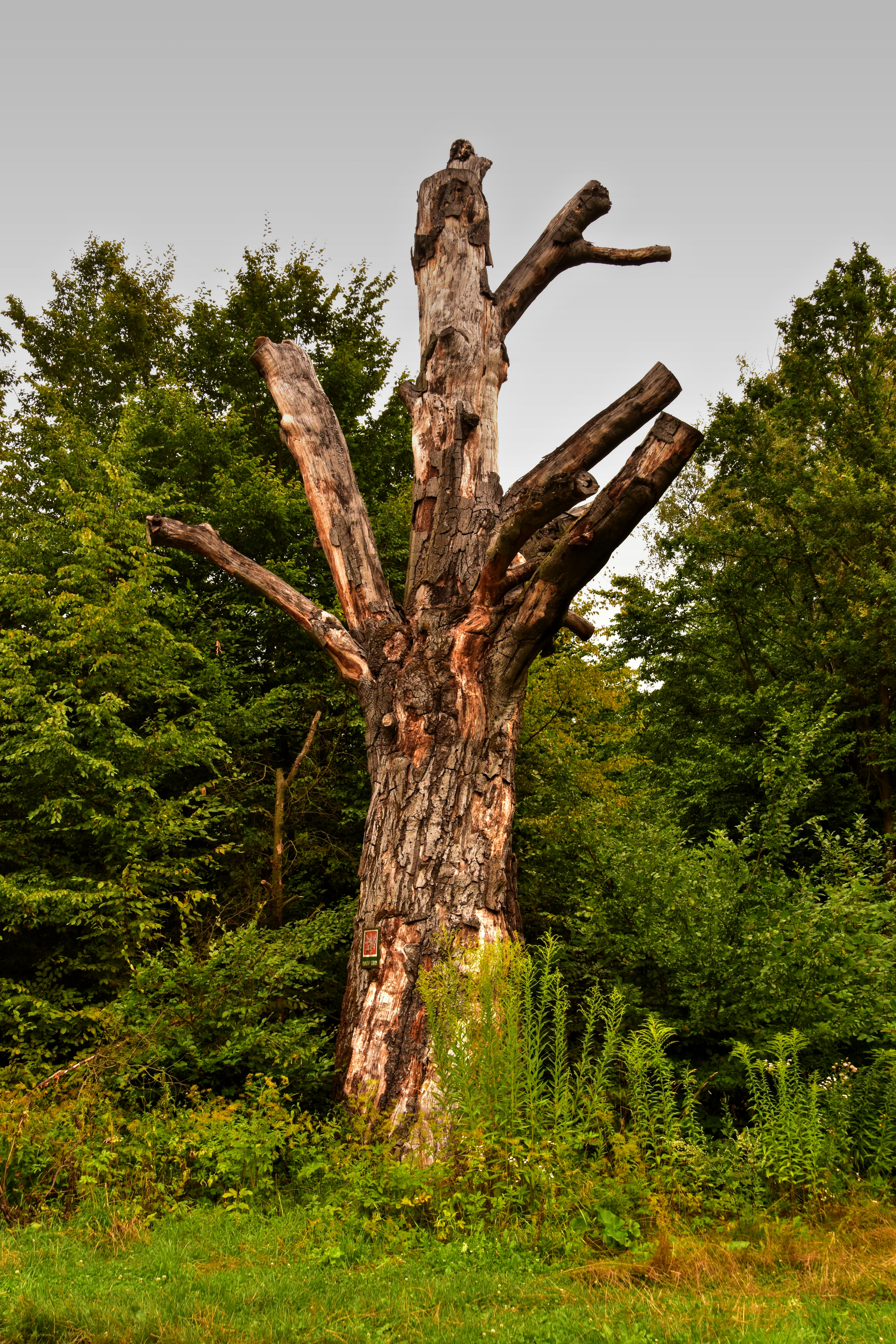
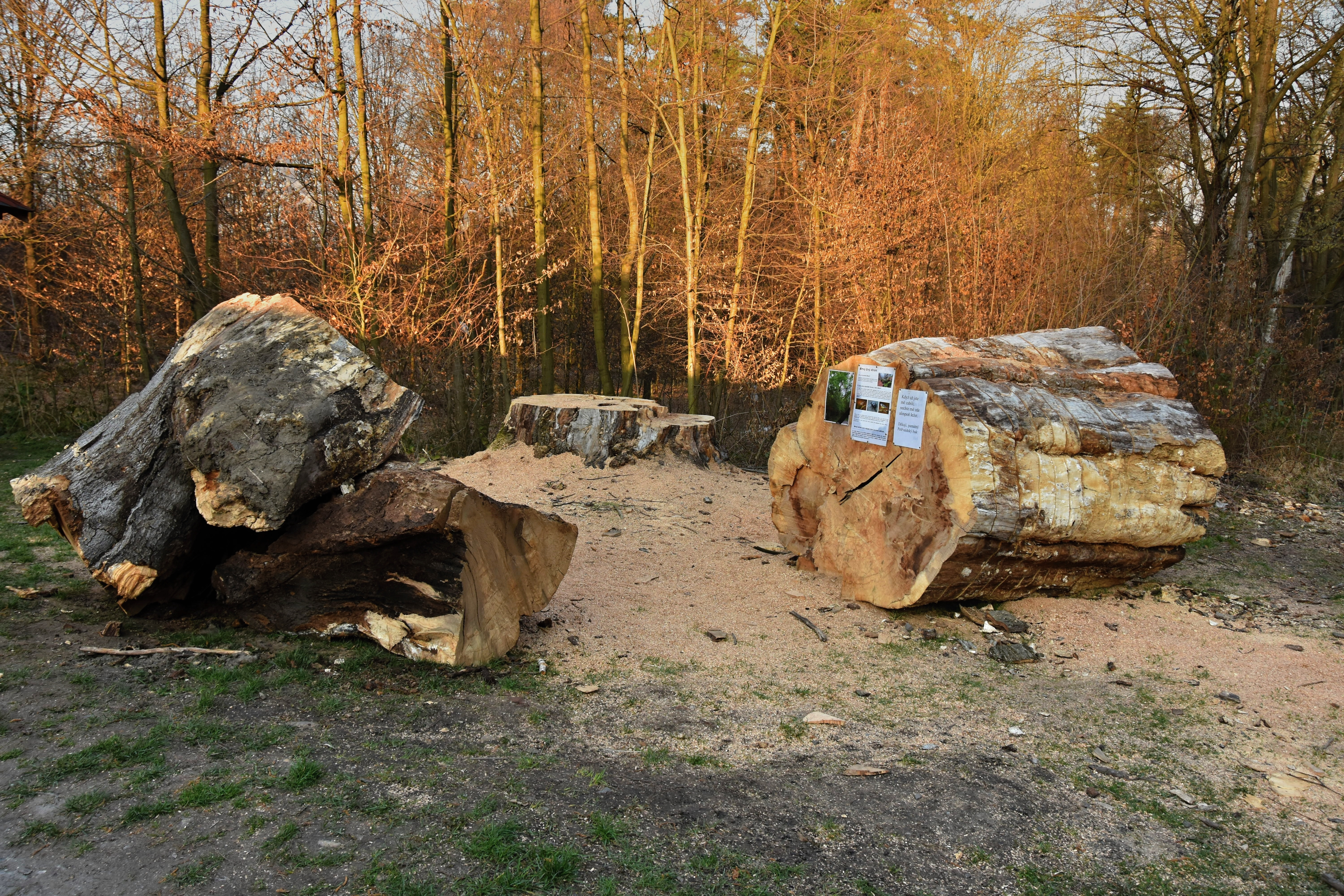
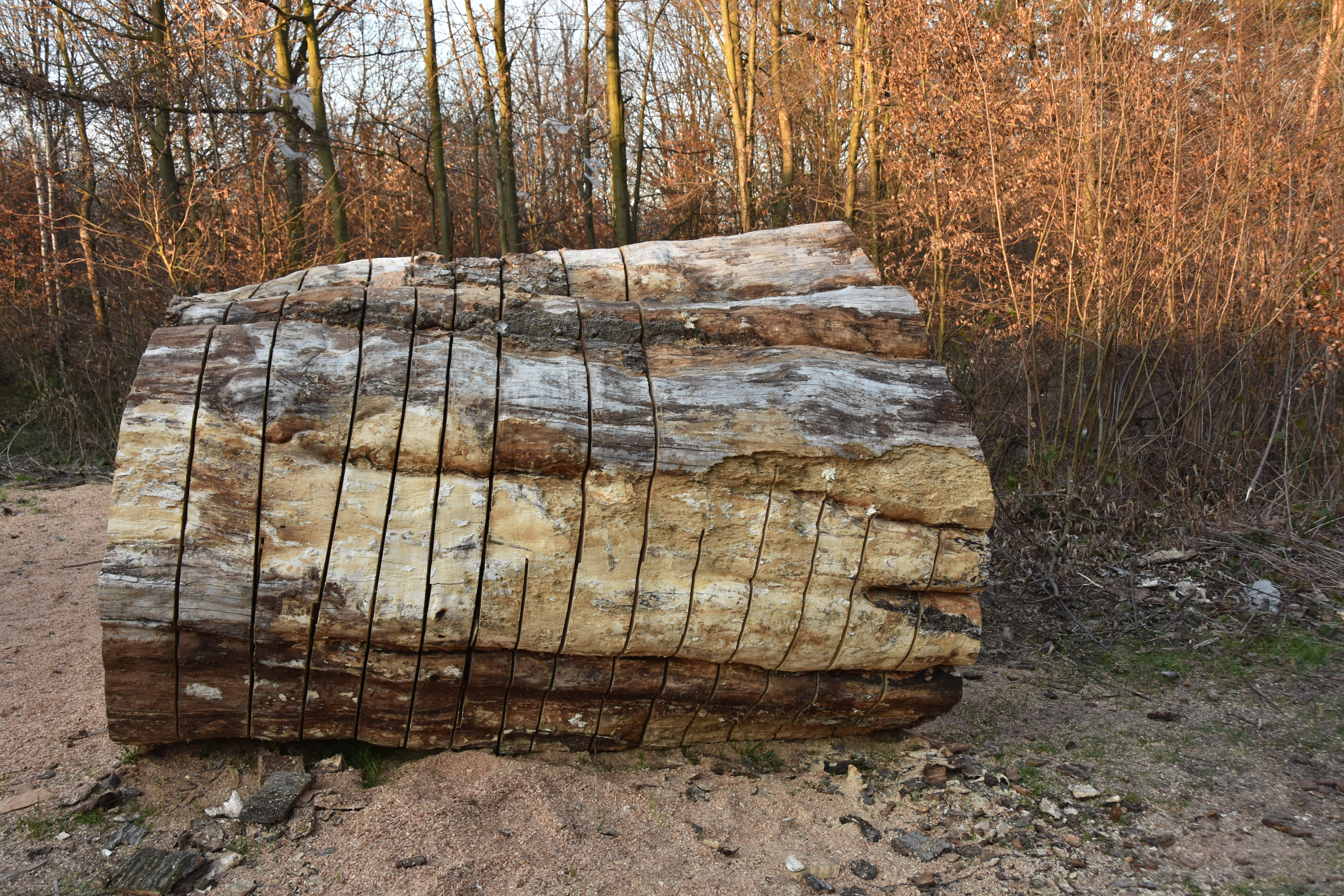

## Popis
V roce 1990 byl vyhlášen památným stromem, který se nacházel u bývalé uhelné železniční vlečky na okraji lesa Gurňák na pozemku parc. č. 1427/1. V roce 2014 bylo zjištěno napadení dřevokaznými houbami a rozhodnuto o provedení radikálního řezu. Bohužel, buk radikální řez nepřežil a v roce 2019 bylo rozhodnuto o jeho pokácení z důvodu nebezpečí pádu. Dne 7. října 2019 bylo rozhodnuto o zrušení památném stromu.

## Rozměry
- Výška stromu: 23 m
- Obvod kmene: 460 cm